# Benedetto Giustiniani
Benedetto Giustiniani (Chios, 5 de junho de 1554 - Roma, 27 de março de 1621) foi um cardeal do século XVII

## Biografia
Nasceu em Chios em 5 de junho de 1554, Chios, ilha no mar Egeu submetida à República de Gênova. patrício genovês. Filho mais velho de Giuseppe Giustiniani, do ramo Nigro da família, e Girolama Giustiniani, do ramo Recanelli da família. Ele tinha três irmãs e um irmão, Vincenzo. Chios foi conquistada pelos turcos em 1566 e em janeiro de 1569, Benedetto e seu pai deixaram a ilha e foram primeiro para Veneza, depois para Gênova e finalmente para Roma, onde o resto da família depois de alguns meses se juntou a eles. Sobrinho, por parte de mãe, do cardeal Vincenzo Giustiniani , OP (1570).
Estudos iniciais nas escolas públicas de Roma; o, ele estudou na Universidade de Perugia em 1573; e na Universidade de Pádua; e na Universidade de Gênova em 1576, onde obteve as insígnias de doutorado e o doutorado in utroque iure, direito canônico e civil, em 15 de abril de 1577..
Retornou a Roma no início de 1579. O Papa Gregório XIII concedeu-lhe os mesmos benefícios de seu falecido tio, o cardeal. Referendário dos Tribunais da Assinatura Apostólica de Justiça e da Graça, 1581. Abbreviatore di parco maggiore, 1582. Juiz confidentiarum. Clérigo da Câmara Apostólica, 2 de maio de 1585. Ecônomo geral desde maio de 1585..
Criado cardeal diácono no consistório de 16 de novembro de 1586; recebeu o gorro vermelho e o diaconato de S. Giorgio em Velabro, em 14 de janeiro de 1587. Optou pelo diaconato de S. Agata em Suburra, em 11 de setembro de 1587. Optou pelo diaconato de S. Maria em Cosmedin, em 20 de março de 1589. Camerlengo atuante da Santa Igreja Romana durante a ausência do cardeal Enrico Caetani enquanto este foi legado na França, 1589 -1590. O Papa Sisto V nomeou-o, juntamente com outros três cardeais, membro de uma comissão especial para a aprovação da Ordem dos Clérigos Regulares Menores. Participou do primeiro conclave de 1590 , que elegeu o Papa Urbano VII. Participou do segundo conclave de 1590, que elegeu o Papa Gregório XIV. Prefeito do Tribunal da Assinatura Apostólica da Graça. Apoiou a absolvição do rei Henrique IV da França e por isso o monarca o nomeou vice-protetor daquele reino..
Ordenado (nenhuma informação encontrada). Optou pela ordem dos cardeais presbíteros e pelo título de S. Marcello, em 7 de janeiro de 1591. Legado em Marche, em 30 de janeiro de 1591; legação estendida para incluir a cidade de Ascoli, 19 de julho de 1591. Participou do conclave de 1591, que elegeu o Papa Inocêncio IX. Participou do conclave de 1592, que elegeu o Papa Clemente VIII. Foi para Ferrara com o Papa Clemente VIII em 1598 e lá foi nomeado prefeito da SC dos Bispos e Regulares. Optou pelo título de S. Prisca, a 17 de março de 1599. Participou do conclave de março de 1605, que elegeu o Papa Leão XI. Participou do conclave de maio de 1605, que elegeu o Papa Paulo V. Legado em Bolonha, 25 de setembro de 1606 até agosto de 1611. Optou pelo título de S. Lorenzo em Lucina, 17 de agosto de 1611. Cardeal protoprete ..
Optou pela ordem dos cardeais bispos e pela sé suburbicária de Palestrina, em 4 de junho de 1612. Consagrada, em 2 de julho de 1612, igreja de San Silvestro al Quirinale, Roma, pelo Papa Paulo V, auxiliado pelo cardeal Giovanni Garzia Millini, e pelo cardeal Marcello Lante. Optou pela sé suburbicária de Sabina, a 16 de setembro de 1615. Optou pela sé suburbicária de Porto e Santa Rufina, a 31 de agosto de 1620. Vice-decano do Sacro Colégio dos Cardeais. Participou do conclave de 1621 , que elegeu o Papa Gregório XV..
Morreu em Roma em 27 de março de 1621. Sepultado à esquerda da capela de S. Vicente Ferrer, de sua família, na igreja de S. Maria sopra Minerva, Roma. Ele foi enterrado ao lado de seu pai, falecido em 9 de janeiro de 1600..